# Lido (Veneza)
Lido di Venezia é uma ilha da Itália, na região do Véneto, com 18 quilómetros de comprimento.[carece de fontes?] A ilha é uma longa parede de areia, que fica na entrada da laguna de Veneza.
Situada a sudeste de Veneza, separa a lagoa de Veneza do golfo de Veneza (mar Adriático). É estância balneária e centro turístico. Realizam-se nela o festival cinematográfico da Bienal de Veneza e exposições de arte. Possui cerca de 20.000 residentes, e um local turístico muito procurado. A ilha tem um casino. O Festival Internacional de Cinema de Veneza tem lugar no Lido todos os anos no mês de Setembro.
A ilha tem três localidades. O próprio Lido, a norte, alberga o festival de cinema, o Grand Hotel des Bains, o Cassino de Veneza e o Grand Hotel Excelsior.  Malamocco, no centro, foi a primeira povoação. Era o lugar de residência do Doge de Veneza. Alberoni na ponta sul alberga o Forte de San Nicolo e um campo de golfe.

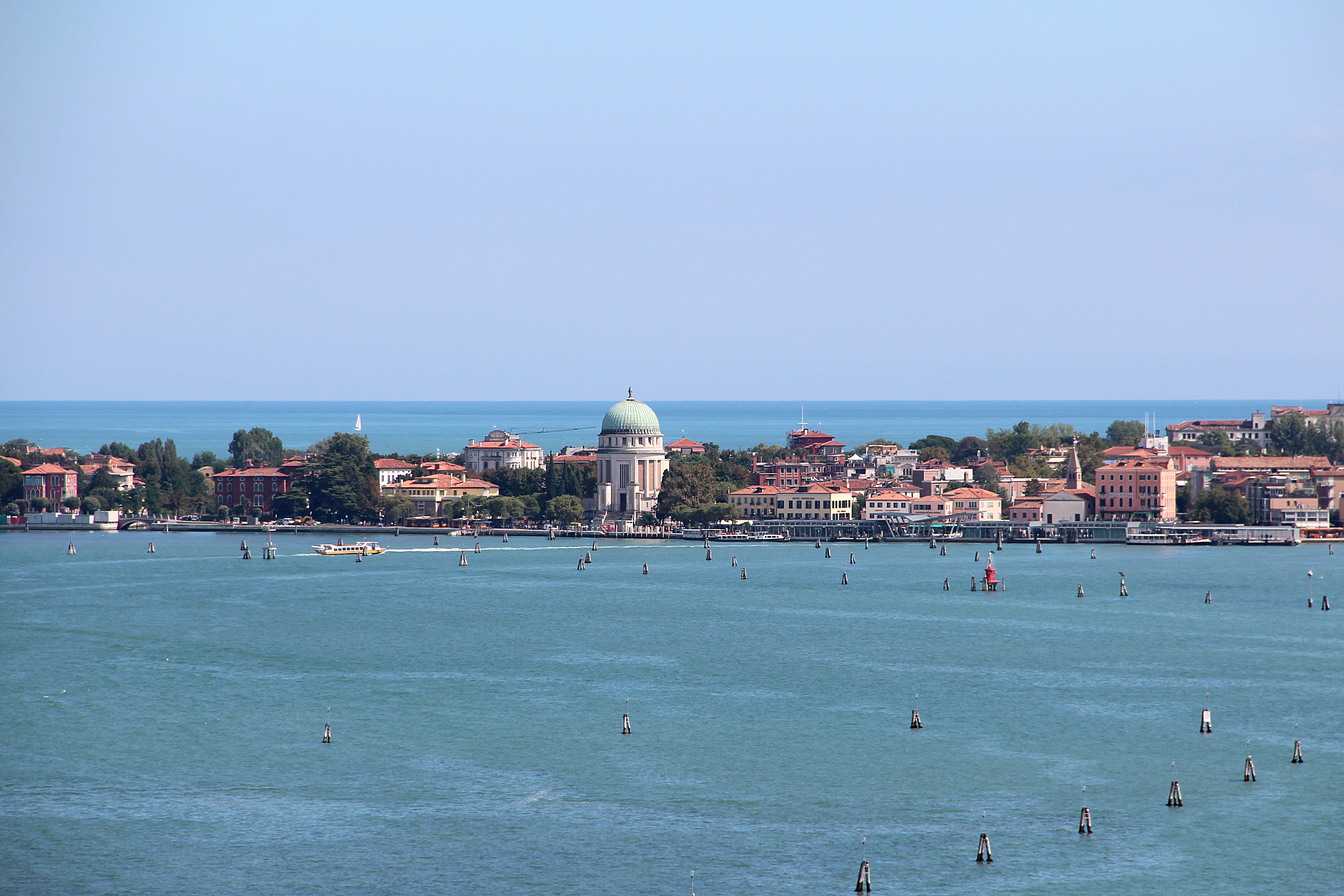
Ilha Lido vista do campanário da Basílica de San Giorgio Maggiore.